# Parc du Cheval
Le Parc du Cheval est un pôle d'activités équestres situé à Chazey-sur-Ain. Il accueille la direction territoriale de la région Rhône-Alpes de l'institut français du cheval et de l'équitation.

## Historique
Le Parc du Cheval est créé par Marc Damian et Gilles Denis ; le projet existe depuis 1995, le Parc ouvrant en 2008.
L'implantation de ce parc a suscité des contestations locales, le projet étant jugé « contre-nature ».
Un cluster santé et bien-être du cheval est créé en mai 2018. Le président Marc Damian démissionne en octobre la même année, en raison de la limite d'âge.

## Présentation
Ce site s'étend sur un peu moins de 40 hectares, ce qui en fait l'un des 5 plus grands sites équestres français. 120 emplois en dépendent. Ce lieu propose des formations, hébergements de chevaux, et diverses manifestations équestres.

## Événements
Outre des évènements ayant trait aux sports équestres, le parc du cheval a accueilli le départ de la 4e étape du Critérium du Dauphiné 2018 (cyclisme).